# Siniluoto
Siniluoto är en halvö i Finland. Den ligger i Brahestad i landskapet Norra Österbotten, i den centrala delen av landet, 500 km norr om huvudstaden Helsingfors.